# FA Women's Super League 1 2017
La FA Women's Super League 1 2017, nota anche come FA Women's Super League 1 Spring Series, è stata la settima edizione della massima divisione del campionato inglese femminile di calcio. Ha rappresentato un'edizione di passaggio dallo schema di torneo "estivo" a uno schema di torneo "invernale", con l'edizione 2017-2018 in programma da settembre 2017 a maggio 2018. Il campionato è iniziato il 22 aprile 2017 e si è concluso il 3 giugno. Il Chelsea ha vinto il campionato per la seconda volta, grazie a una migliore differenza reti rispetto al Manchester City. Capocannoniere del torneo è stata Fran Kirby con 6 reti realizzate.

## Stagione

### Novità
Il numero di squadre partecipanti è stato aumentato da nove a dieci in un'ottica di progressiva espansione del campionato fino a dieci squadre. Dalla FA WSL 1 2016 è stato retrocesso il Doncaster Rovers Belles, mentre dalla FA WSL 2 sono stati promossi lo Yeovil Town e il Bristol City.
Due giorni prima dell'inizio del campionato il Notts County si è sciolto a causa di problemi economici e ha ritirato la sua partecipazione al campionato, che si è così ridotto a nove squadre partecipanti.

### Formula
Le 9 squadre si affrontano in un girone all'italiana con partite di sola andata, per un totale di 8 giornate. La squadra prima classificata è campione d'Inghilterra. non sono previste retrocessioni in FA Women's Super League 2.

## Squadre partecipanti
| Club            | Città               | Stadio                | Stagione 2016          |
| --------------- | ------------------- | --------------------- | ---------------------- |
| Arsenal         | Borehamwood         | Meadow Park           | 3º posto in FA WSL 1   |
| Birmingham City | Solihull            | Damson Park           | 4º posto in FA WSL 1   |
| Bristol City    | Filton              | Stoke Gifford Stadium | 2º posto in FA WSL 2   |
| Chelsea         | Staines-upon-Thames | Wheatsheaf Park       | 2º posto in FA WSL 1   |
| Liverpool       | Widnes              | Halton Stadium        | 5º posto in FA WSL 1   |
| Manchester City | Manchester          | Academy Stadium       | Campione d'Inghilterra |
| Reading         | High Wycombe        | Adams Park            | 8º posto in FA WSL 1   |
| Sunderland      | Hetton-le-Hole      | The Hetton Centre     | 7º posto in FA WSL 1   |
| Yeovil Town     | Yeovil              | Huish Park            | 1º posto in FA WSL 2   |

## Classifica finale
Fonte: sito ufficiale
|  | Pos. | Squadra         | Pt | G | V | N | P | GF | GS | DR  |
|  | ---- | --------------- | -- | - | - | - | - | -- | -- | --- |
|  | 1.   | Chelsea         | 19 | 8 | 6 | 1 | 1 | 32 | 3  | +29 |
|  | 2.   | Manchester City | 19 | 8 | 6 | 1 | 1 | 17 | 6  | +11 |
|  | 3.   | Arsenal         | 18 | 8 | 5 | 3 | 0 | 22 | 9  | +13 |
|  | 4.   | Liverpool       | 14 | 8 | 4 | 2 | 2 | 20 | 18 | +2  |
|  | 5.   | Sunderland      | 9  | 8 | 2 | 3 | 3 | 4  | 14 | -10 |
|  | 6.   | Reading         | 8  | 8 | 2 | 2 | 4 | 10 | 15 | -5  |
|  | 7.   | Birmingham City | 7  | 8 | 1 | 4 | 3 | 6  | 10 | -4  |
|  | 8.   | Bristol City    | 4  | 8 | 1 | 1 | 6 | 5  | 21 | -16 |
|  | 9.   | Yeovil Town     | 1  | 8 | 0 | 1 | 7 | 6  | 26 | -20 |

Legenda:
      Campione d'Inghilterra
Note:
Tre punti a vittoria, uno a pareggio, zero a sconfitta.

## Risultati
|                 | Ars  | Bir  | Bri  | Che  | Liv  | Man  | Rea  | Sun  | Yeo  |
| --------------- | ---- | ---- | ---- | ---- | ---- | ---- | ---- | ---- | ---- |
| Arsenal         | –––– | 4-2  |      |      | 4-4  |      | 1-0  |      |      |
| Birmingham City |      | –––– | 2-0  | 0-2  | 0-2  |      |      | 0-0  | 0-0  |
| Bristol City    | 0-5  |      | –––– | 0-4  | 1-1  | 0-3  | 1-3  |      |      |
| Chelsea         | 2-2  |      |      | –––– | 7-0  |      |      |      | 6-0  |
| Liverpool       |      |      |      |      | –––– | 1-3  | 4-2  | 4-0  |      |
| Manchester City | 0-1  | 1-1  |      | 1-0  |      | –––– |      |      | 5-1  |
| Reading         |      | 1-1  |      | 0-4  |      | 2-3  | –––– |      |      |
| Sunderland      | 0-0  |      | 1-0  | 0-7  |      | 0-1  | 1-1  | –––– |      |
| Yeovil Town     | 1-5  |      | 2-3  |      | 1-4  |      | 0-1  | 1-2  | –––– |

## Statistiche

### Classifica marcatrici
Fonte: sito ufficiale
| Gol |  |  | Giocatore       | Squadra         |
| --- |  |  | --------------- | --------------- |
| 6   |  |  | Fran Kirby      | Chelsea         |
| 5   |  |  | Caroline Weir   | Liverpool       |
| 4   |  |  | Karen Carney    | Chelsea         |
| 4   |  |  | Danielle Carter | Arsenal         |
| 4   |  |  | Erin Cuthbert   | Chelsea         |
| 4   |  |  | Toni Duggan     | Manchester City |
| 4   |  |  | Natasha Harding | Liverpool       |
| 4   |  |  | Ji So-yun       | Chelsea         |
| 4   |  |  | Jordan Nobbs    | Arsenal         |
| 4   |  |  | Drew Spence     | Chelsea         |